# کاروانسرای فرسفج
کاروانسرای فرسفج مربوط به دوره صفوی است و در شهرستان تویسرکان، بخش قلقل رود، روستای فرسفج واقع شده و این اثر در تاریخ ۶ اسفند ۱۳۷۶ با شمارهٔ ثبت ۱۹۷۰ به‌عنوان یکی از آثار ملی ایران به ثبت رسیده‌است.

## ثبت در فهرست میراث جهانی
در ۲۶ شهریور ۱۴۰۲ در جریان چهل و پنجمین اجلاس کمیته میراث جهانی یونسکو در ریاض، کاروانسرای فرسفج به‌همراه ۵۳ کاروانسرای تاریخی دیگر (جمعاً ۵۴ کاروانسرا در ۲۴ استان ایران) تحت عنوان کاروانسراهای ایرانی در فهرست میراث جهانی قرار گرفتند. این مجموعه جهانی به عنوان بیستمین و هفتمین اثر جهانی کشور ایران شناخته می‌شود.